# Web Oriented Architecture
Arquitetura Orientada à Web (Web Oriented Architecture - WOA) é um estilo de arquitetura de software que estende o SOA - Arquitetura Orientada a Serviços para aplicações baseadas na web e é considerada, algumas vezes, como uma versão light do SOA.
WOA também auxilia a maximização das interações entre o cliente e o servidor, utilizando tecnologias como REST e POX.